# Rudi Glöckner
Pour les articles homonymes, voir Glockner.
Rudolf Glöckner, dit Rudi Glöckner, né le 2 février 1929 à Markranstädt et mort le 25 janvier 1999, est un arbitre est-allemand et international de football, premier Allemand à arbitrer une finale de coupe du monde, celle de 1970 qui vit, à Mexico, le Brésil de Pelé (pour sa dernière coupe du monde) dominer l'Italie sur le score de 4-1.
Il a connu une longue carrière internationale, des Jeux Olympiques de Tokyo 1964 aux éliminatoires pour l'Euro 1976. Il a arbitré quatre matches de coupe du monde (70 et 74) et quatre matches de Jeux Olympiques (64 et 72). Il a enfin dû être escorté par 16 policiers à la fin du match des éliminatoires pour l'Euro 1976 entre le Pays de Galles et de la Yougoslavie au Ninian Park de Cardiff, au cours duquel les Gallois contestèrent assez violemment certaines de ses décisions.

## Carrière
Les faits marquants en tant qu'arbitre international : 
- Coupe d'Allemagne de l'Est de football 1962-1963 (finale)
- Jeux olympiques 1964 (3 matchs)
- Coupe d'Allemagne de l'Est de football 1967-1968 (finale)
- Coupe intercontinentale 1970 (match aller)
- Coupe du monde de football de 1970 (2 matchs dont la finale Brésil-Italie 4-1 )
- Coupe d'Allemagne de l'Est de football 1970-1971 (finale)
- Coupe des villes de foires 1970-1971 (match retour entre Leeds United et Juventus 1-1)
- Championnat d'Europe de football 1972 (1 match)
- Jeux olympiques 1972 (1 match)
- Coupe d'Allemagne de l'Est de football 1973-1974 (finale)
- Coupe du monde de football de 1974 (2 matchs)
- Coupe UEFA 1975-1976 (match retour entre FC Bruges et Liverpool FC 1-1)